# Bobby Darin
Bobby Darin, pseudonyme de Walden Robert Cassotto, né le 14 mai 1936 à New York et mort le 20 décembre 1973 à Los Angeles, est un auteur-compositeur-interprète et acteur américain. 
Aux États-Unis, il fut l'un des artistes les plus populaires pendant les années 1950-1960.

## Biographie
Bobby Darin naît dans un milieu populaire du Bronx à New York. Son père décède quelques mois avant sa naissance, pendant la Grande Dépression.
Sa mère dut recourir à l'assistance sociale pour s'occuper de son fils. Ce n'est qu'une fois adulte qu'il apprit qu'il avait été élevé par sa grand-mère, et non sa mère, et que la personne qu'il pensait être sa sœur (Nina, son aînée de 19 ans) était en fait sa mère. L'identité de son vrai père n'a jamais été révélée publiquement. Cette histoire familiale l'affecta et il souffrit de solitude après avoir pris connaissance de ce passé.
À huit ans, enfant fragile, vivant chichement, il fut atteint de rhumatisme articulaire aigu. Cette maladie le laissa avec un cœur fragilisé et la conscience de l'imminence de sa propre fin. Pauvre et malade, il consacra le peu qu'il devait vivre à son goût pour la musique. Si bien qu'à l'adolescence il pouvait jouer de plusieurs instruments.
Étudiant brillant au secondaire (Bronx), Darin put étudier au supérieur grâce à l'obtention d'une bourse d'excellence. Mais désireux de commencer une carrière dans une grande salle de New York, il quitta le collège et joua dans des petites boîtes avec un groupe.
Afin de trouver un nom plus commercial aux oreilles américaines, il changea son nom et en 1956, son agent négocia un contrat avec Decca où Bill Haley avait explosé en termes de ventes, mais le rock 'n' roll n'en était qu'à ses balbutiements et le nombre de musiciens professionnels de ce genre était limité. Comme d'autres producteurs, Darin, inconnu, était au début prisonnier, contraint d'enregistrer des variétés sans saveur à la demande des maisons de disques.
Il quitta alors Decca en signant avec Atlantic Records, où il écrivit et arrangea pour lui-même et d'autres. En 1958, après des albums médiocres sa carrière jaillit avec la sortie de sa seule chanson rock : Splish Splash. Instantanément, elle devint un succès et influença nombre d'autres rockeurs à venir.
En 1959, il enregistra Dream Lover, une ballade qui engendra des revenus importants. Le succès financier lui permit d'exiger davantage de contrôle créatif et malgré les objections de l'entourage de laisser mûrir toute la diversité de son talent.
L'album suivant, Mack the Knife, qui incluait une interprétation jazz-pop légère de L'Opéra de quat'sous de Kurt Weill bondit en tête des ventes et reçut le Prix Grammy de 1960. Son innovation lui valut aussi le Prix Grammy du meilleur nouvel artiste.
Afin de ne pas perdre de temps, Darin s'intéressa aux bandes originales de films. Il écrivit le générique de nombreux films et y joua aussi. L'un de ces films, destiné à son public de prédilection, les jeunes adultes, était joué avec Sandra Dee qu'il épousa en 1960 et dont il eut un fils.
Mais en quête de reconnaissance, il s'engagea dans des interprétations plus consistantes et obtint le Golden Globe Award en 1962 de l'« acteur le plus prometteur », pour son rôle dans Pressure Point.

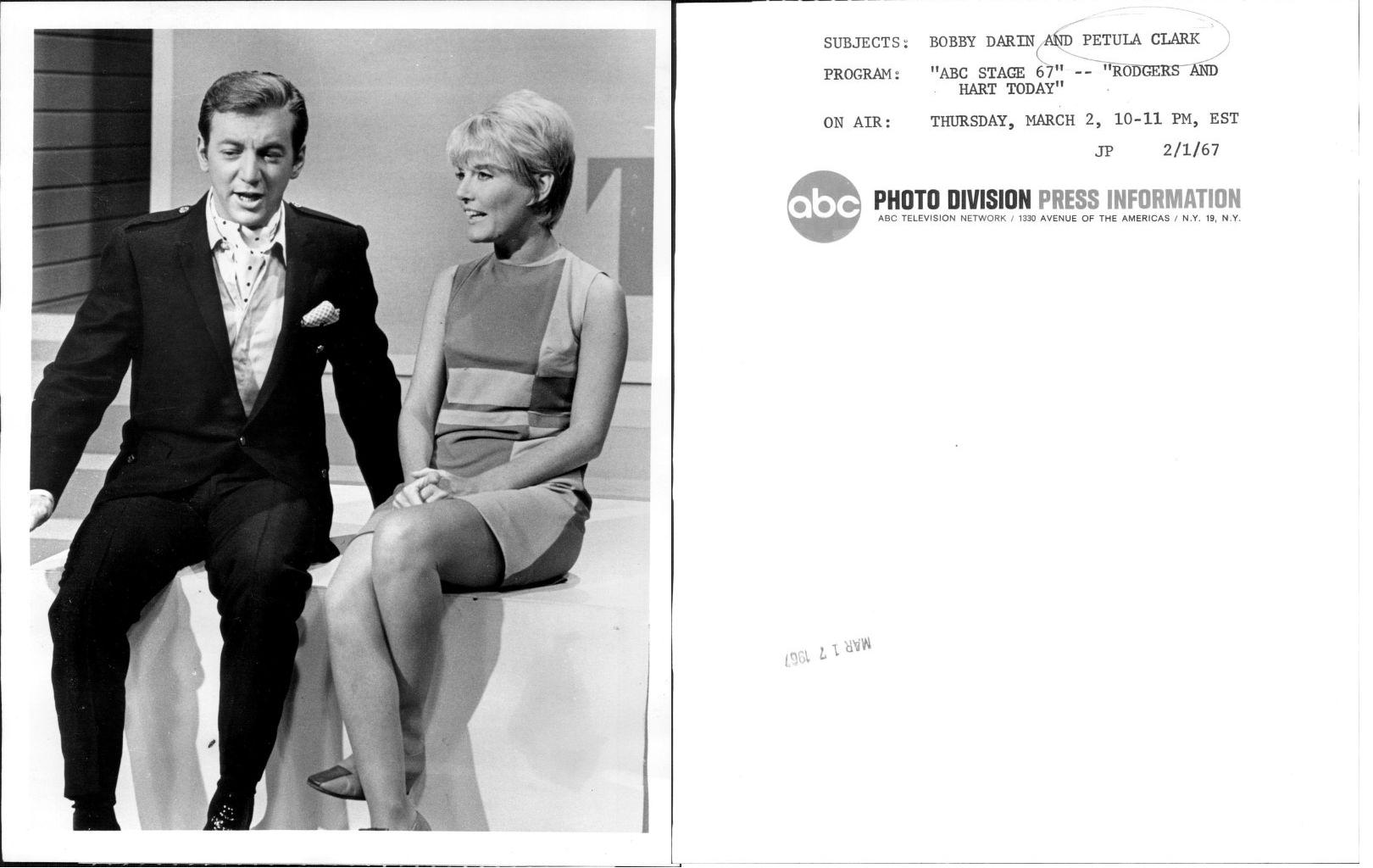
Bobby Darin et Petula Clark en 1967 lors de l'émission ABC Stage 67.

Dans les années soixante, il se fit voir de nombreuses fois aux casinos de Las Vegas et s'engagea publiquement dans la campagne présidentielle en faveur de Robert Kennedy.
Au début des années 1970, il continua de jouer et d'enregistrer, notamment avec la Motown Records. En 1971, il subit sa première opération cardiaque destinée à corriger certains dysfonctionnements datant de son enfance. En 1972, il semblait suffisamment remis pour conduire son propre programme de variétés sur NBC. Celui-ci dura deux ans, puis les problèmes de santé le contraignirent à arrêter.
Le 20 décembre 1973, alors qu'il subissait une nouvelle opération cardiaque, Darin mourut. Conformément à sa volonté, son corps fut donné à la science pour la recherche médicale à l'UCLA.
En 1990, son compère de l'époque de gloire, Paul Anka, l'introduisit au Panthéon du Rock. En 1999 il fut élu au Panthéon des auteurs.

## Film biographique
En 2000, l'acteur Kevin Spacey, admirateur de Darin, acheta les droits cinématographiques de son histoire. Spacey dirigea et produisit le film. Il joua lui-même Bobby Darin ; quatre ans plus tard, le film sortit sous le titre Beyond the Sea (La Mer), l'un des tubes de Darin. Le film a été présenté au Festival international du film de Toronto.

## Discographie

### Albums
- Bobby Darin (1958)
- That's All (1959)
- This Is Darin (1960)
- For Teenagers Only (1960)
- The 25th Day of December (1960)
- Two of a Kind (1961)
- Love Swings (1961)
- Twist with Bobby Darin (1961)
- Bobby Darin Sings Ray Charles (1962)
- Things and Other Things (1962)
- Oh! Look at Me Now (1962)
- You're the Reason I'm Living (1963)
- It's You or No One (1963)
- 18 Yellow Roses (1963)
- Earthy! (1963)
- Golden Folk Hits (1963)
- Winners (1964)
- From Hello Dolly to Goodbye Charlie (1964)
- Venice Blue (1965)
- Bobby Darin Sings The Shadow of Your Smile (1966)
- In a Broadway Bag (Mame) (1966)
- If I Were a Carpenter (1966)
- Inside Out (1967)
- Bobby Darin Sings Doctor Dolittle (1967)
- Bobby Darin Born Walden Robert Cassotto (1968)
- Commitment (1969)
- Bobby Darin (1972)

### Singles
- 1958 : Splish Splash
- 1958 : Queen of the Hop
- 1959 : Plain Jane
- 1959 : Dream Lover
- 1959 : Mack the Knife
- 1960 : Beyond the Sea (d'après La Mer de Charles Trenet)
- 1960 : Won't You Come Home Bill Bailey?
- 1961 : You Must Have Been a Beautiful Baby
- 1962 : What'd I Say?
- 1962 : Things
- 1963 : More
- 1963 : You're the Reason I'm Living (en)
- 1963 : 18 Yellow Roses
- 1965 : Venice Blue (Que c'est triste Venise)
- 1966 : If I Were a Carpenter
- 1966 : Mame
- 1967 : A Simple Song of Freedom
- 1967 : Bobby Darin Sings Doctor Doolittle
- 1968 : Bobby Darin Born Walden Robert Cassotto
- 1969 : Commitment
- etc.

## Filmographie
- 1957 : P'tite Tête de troufion (The Sad Sack) de George Marshall[réf. à confirmer][2]
- 1959 : Shadows de John Cassavetes : le danseur avec lunettes de soleil et chewing-gum (non crédité)
- 1960 : La Diablesse en collant rose (Heller in Pink Tights) de George Cukor : un domestique de De Leon (non crédité)[3]
- 1960 : Ne mangez pas les marguerites (Please Don't Eat the Daisies) de Charles Walters[réf. à confirmer][2]
- 1960 : Pepe de George Sidney : caméo
- 1961 : Le Rendez-vous de septembre (Come September) de Robert Mulligan : Tony (et ACI de la chanson-thème)
- 1961 : La Ballade des sans-espoir (Too Late Blues) : de John Cassavetes : John « Ghost » Wakefield
- 1962 : La Foire aux illusions (State Fair) de José Ferrer : Jerry Dundee
- 1962 : L'enfer est pour les héros (Hell is for Heroes) de Don Siegel : Corby
- 1962 : Un mari en laisse (If a Man Answers) d'Henry Levin : Eugene Wright
- 1962 : Pressure Point d'Hubert Cornfield : le malade
- 1963 : Le Combat du capitaine Newman (Captain Newman, M.D.) de David Miller : le caporal Jim Tompkins
- 1965 : Chambre à part (That Funny Feeling) de Richard Thorpe : Tom Milford
- 1966 : Le Shérif aux poings nus (Gunfight in Abilene) de William Hale : Cal Wayne
- 1967 : L'Étranger dans la maison (en) (Stranger in the House ou Cop-Out) de Pierre Rouve : Barney Teale
- 1969 : The Happy Ending de Richard Brooks : Franco
- 1973 : Happy Mother's Day, Love George (en) de Darren McGavin : Eddie

## Distinctions
Sources : IMDb

### Récompenses
- Golden Globes 1962 : Golden Globe du nouvel acteur le plus prometteur pour Le Rendez-vous de septembre.
- Walk of Fame 1982 : Étoile posthume déposée le 26 mai au no 1735 de Vine Street (en) à Hollywood pour sa contribution musicale.

### Nominations
- Laurel Awards 1962 : nommé pour le Golden Laurel de la nouvelle personnalité masculine (5e place).
- Golden Globes 1963 : nommé pour le Golden Globe du meilleur acteur dans un film dramatique pour Pressure Point.
- Golden Globes 1964 : nommé pour le Golden Globe du meilleur acteur dans un second rôle pour Le Combat du capitaine Newman.
- Laurel Awards 1964 : nommé pour le Golden Laurel du meilleur acteur dans un second rôle (4e place) pour Le Combat du capitaine Newman.
- Oscars du cinéma 1964 : nommé pour l'Oscar du meilleur acteur dans un second rôle pour Le Combat du capitaine Newman.
- Golden Globes 1966 : nommé pour le Golden Globe de la meilleure chanson originale pour That Funny Feeling dans le film Chambre à part.